# Xã La Grange, Quận Harrison, Iowa
Xã La Grange (tiếng Anh: La Grange Township) là một xã thuộc quận Harrison, tiểu bang Iowa, Hoa Kỳ. Năm 2010, dân số của xã này là 475 người.